# Јужноафричка Република на Светском првенству у атлетици на отвореном 2023.
Јужноафричка Република је учествовала на 19. Светском првенству у атлетици на отвореном 2023. одржаном у Будимпешти од 19. до 27. августа шеснаести пут. Репрезентацију Јужноафричке Републике представљало је 35 такмичара (23 мушкарца и 12 жена) који су се такмичили у 24 дисциплине (14 мушких и 10 женских).,
На овом првенству такмичари Јужноафричке Републике нису освојили ниједну медаљу. У табели успешности према броју и пласману такмичара који су учествовали у финалним такмичењима (првих 8 такмичара) Јужноафричка Република је са 1 учесником у финалу делила 68 место са 2 бода.
| Плас. | Земља        | 1. место | 2. место | 3. место | 4. место | 5. место | 6. место | 7. место | 8. место | Бр. финал. | Бод. |
| ----- | ------------ | -------- | -------- | -------- | -------- | -------- | -------- | -------- | -------- | ---------- | ---- |
| =68.  | Јужна Африка | 0        | 0        | 0        | 0        | 0        | 0        | 1        | 0        | 1          | 2    |

## Учесници
| Мушкарци: - Акани Симбине — 100 м, 4x100 м - Бењамин Ричардсон — 100 м, 4x100 м - Шон Масвангањи — 100 м, 200 м, 4x100 м - Синезифо Дамбиле — 200 м - Луксоло Адамс — 200 м - Вејд ван Никерк — 400 м - Закити Нене — 400 м - Лит Пилеј — 400 м - Тшепо Тшите — 1.500 м - Ryan Mphahlele — 1.500 м - Адријан Вилдшут — 10.000 м - Тумело Мотлагале — Маратон - Симон Сибеко — Маратон - Мелихаја Франс — Маратон - Антонио Алкана — 110 м препоне - Clarence Munyai — 4x100 м - Вејн Снајмен — 35 км ходање - Кајл Радемајер — Скок мотком - Чезвил Џонсон — Скок удаљ - Бургер Ламбрехтс мл — Бацање кугле - Кајл Блињат — Бацање кугле - Виктор Хоган — Бацање диска - Доув Смит — Бацање копља | Жене: - Зенеј ван дер Валт — 400 м, 400 м препоне - Miranda Charlene Coetzee — 400 м - Марли Вијоен — 400 м - Пруденс Секгодисо — 800 м - Карина Виљоен — 1.500 м - Ирвет ван Зил — Маратон - Марионе Фури — 100 м препоне - Тејлон Билт — 100 м препоне - Мире Реинсторф — Скок мотком - Ишке Сенекал — Бацање кугле - Јоланди Штандер — Бацање диска - Џо-Ане ван Дајк — Бацање копља |  |

## Резултати

### Мушкарци
| Атлетичар                                                      | Дисциплина    | Лични рекорд | Квалификације     | Квалификације     | Полуфинале            | Полуфинале            | Финале                | Финале               | Детаљи |
| Атлетичар                                                      | Дисциплина    | Лични рекорд | Резултат          | Место             | Резултат              | Место                 | Резултат              | Место                | Детаљи |
| -------------------------------------------------------------- | ------------- | ------------ | ----------------- | ----------------- | --------------------- | --------------------- | --------------------- | -------------------- | ------ |
| Акани Симбине                                                  | 100 м         | 9,84 НР      | 9,97(.967) КВ     | 1. у гр. 7        | Дисквалификован       | Дисквалификован       | Није се квалификовао  | Није се квалификовао |        |
| Бењамин Ричардсон                                              | 100 м         | 10,08        | 10,17(.167)       | 4. у гр. 3        | Нису се квалификовали | Нису се квалификовали | Нису се квалификовали | 24 / 71 (75)         |        |
| Шон Масвангањи                                                 | 100 м         | 10,04        | 10,47             | 4. у гр. 4        | Нису се квалификовали | Нису се квалификовали | Нису се квалификовали | 31 / 71 (75)         |        |
| Синезифо Дамбиле                                               | 200 м         | 20,29        | 20,34(.333) КВ    | 3. у гр. 6        | 20,28 ЛР              | 4. у гр. 2            | Нису се квалификовали | 12 / 54 (57)         |        |
| Луксоло Адамс                                                  | 200 м         | 19,82        | 20,15 КВ, ЛРС     | 3. у гр. 1        | 20,44                 | 6. у гр. 1            | Нису се квалификовали | 16 / 54 (57)         |        |
| Шон Масвангањи                                                 | 200 м         | 19,99        | 20,56(.557) КВ    | 3. у гр. 4        | 20,65(.646)           | 7. у гр. 3            | Нису се квалификовали | 20 / 54 (57)         |        |
| Вејд ван Никерк                                                | 400 м         | 43,03 СР     | 44,57 КВ          | 1. у гр. 2        | 44,65 кв              | 3. у гр. 1            | 44,97                 | 7 / 41 (45)          |        |
| Закити Нене                                                    | 400 м         | 44,74        | 44,88 кв          | 4. у гр. 1        | 45,64                 | 6. у гр. 3            | Није се квалификовао  | 20 / 41 (45)         |        |
| Лит Пилеј                                                      | 400 м         | 44,80        | 45,58             | 4. у гр. 5        | Није се квалификовао  | Није се квалификовао  | Није се квалификовао  | 30 / 41 (45)         |        |
| Тшепо Тшите                                                    | 1.500 м       | 3:32,68      | 3:46,79 КВ        | 2. у гр. 2        | 3:32,98               | 7. у гр. 1            | Није се квалификовао  | 7 / 58               |        |
| Ryan Mphahlele                                                 | 1.500 м       | 3:32,90      | 3:39,16           | 10. у гр. 1       | Није се квалификовао  | Није се квалификовао  | Није се квалификовао  | 37 / 58              |        |
| Адријан Вилдшут                                                | 10.000 м      | 27:23,10     |                   |                   |                       |                       | 28:21,40              | 14 / 22 (25)         |        |
| Тумело Мотлагале                                               | Маратон       | 2:11:15      | 2:22:14           | 51 / 60 (85)      |                       |                       |                       |                      |        |
| Симон Сибеко                                                   | Маратон       | 2:12:05      | 2:31:59           | 60 / 60 (85)      |                       |                       |                       |                      |        |
| Мелихаја Франс                                                 | Маратон       | 2:09:24      | Није завршио трку | Није завршио трку |                       |                       |                       |                      |        |
| Антонио Алкана                                                 | 110 м препоне | 13,11 НР     | 13,64             | 8. у гр. 2        | Није се квалификовао  | Није се квалификовао  | Није се квалификовао  | 42 / 43 (45)         |        |
| Шон Масвангањи Бењамин Ричардсон Clarence Munyai Акани Симбине | 4 х 100 м     | 37,65 НР     | 37,72 КВ, НРС     | 2. у гр. 2        |                       |                       | Нису завршили трку    | Нису завршили трку   |        |
| Вејн Снајмен                                                   | 35 км ходање  | 2:31:15 НР   |                   |                   |                       |                       | 2:35:13 ЛРС           | 21 / 33 (49)         |        |
| Кајл Радемајер                                                 | Скок мотком   | 5,71         | 5,70              | 7. у гр. Б        |                       |                       | Нису се квалификовали | 15 / 29 (34)         |        |
| Чезвил Џонсон                                                  | Скок удаљ     | 8,26         | 7,61              | 12. у гр. Б       | 26 / 37 (39)          |                       | Нису се квалификовали |                      |        |
| Бургер Ламбрехтс мл                                            | Бацање кугле  | 20,54        | 19,52             | 14. у гр. А       | 24 / 35 (37)          |                       | Нису се квалификовали |                      |        |
| Кајл Блињат                                                    | Бацање кугле  | 21,21        | 18,82             | 16. у гр. Б       | 34 / 35 (37)          |                       | Нису се квалификовали |                      |        |
| Виктор Хоган                                                   | Бацање диска  | 66,14        | 61,80             | 14. у гр. А       | 27 / 35               |                       | Нису се квалификовали |                      |        |
| Доув Смит                                                      | Бацање копља  | 83,29        | 75,03             | 12. у гр. А       | 27 / 34 (37)          |                       | Нису се квалификовали |                      |        |

### Жене
| Атлетичарка              | Дисциплина    | Лични рекорд | Квалификације      | Квалификације      | Полуфинале            | Полуфинале            | Финале                | Финале                | Детаљи |
| Атлетичарка              | Дисциплина    | Лични рекорд | Резултат           | Место              | Резултат              | Место                 | Резултат              | Место                 | Детаљи |
| ------------------------ | ------------- | ------------ | ------------------ | ------------------ | --------------------- | --------------------- | --------------------- | --------------------- | ------ |
| Зенеј ван дер Валт       | 400 м         | 50,81        | 51,76 КВ           | 3. у гр. 3         | 51,54                 | 8. у гр. 1            | Није се квалификовала | 21 / 48               |        |
| Miranda Charlene Coetzee | 400 м         | 50,90        | 52,30              | 7. у гр. 1         | Нису се квалификовале | Нису се квалификовале | Нису се квалификовале | 36 / 48               |        |
| Марли Вијоен             | 400 м         | 51,81        | 53,73              | 8. у гр. 6         | Нису се квалификовале | Нису се квалификовале | Нису се квалификовале | 45 / 48               |        |
| Пруденс Секгодисо        | 800 м         | 1:58,41      | 1:59,72 КВ         | 2. у гр. 1         | 2:11,68               | 8. у гр. 3            | Није се квалификовала | 24 / 45               |        |
| Карина Виљоен            | 1.500 м       | 4:07,11      | 4:11,02            | 12. у гр. 2        | Није се квалификовала | Није се квалификовала | Није се квалификовала | 48 / 55 (56)          |        |
| Ирвет ван Зил            | Маратон       | 2:26:11      |                    |                    |                       |                       | 2:38:32 ЛРС           | 45 / 60 (85)          |        |
| Марионе Фури             | 100 м препоне | 12,55        | 12,71(.710) КВ     | 3. у гр. 2         | 12,89                 | 6. у гр. 3            | Није се квалификовала | 15 / 43               |        |
| Тејлон Билт              | 100 м препоне | 12,76        | 13,05(.048)        | 7. у гр. 3         | Није се квалификовала | Није се квалификовала | Није се квалификовала | 30 / 43               |        |
| Зенеј ван дер Валт       | 400 м препоне | 54,47        | 55,21(.208) кв     | 5. у гр. 3         | 55,49                 | 4. у гр. 4            | Није се квалификовала | 21 / 41               |        |
| Мире Реинсторф           | Скок мотком   | 4,15         | Без исправог скока | Без исправог скока |                       |                       | Није се квалификовала | Није се квалификовала |        |
| Ишке Сенекал             | Бацање кугле  | 17,56        | 16,20              | 15. у гр. Б        | Нису се квалификовале | 32 / 34 (35)          |                       |                       |        |
| Јоланди Штандер          | Бацање диска  | 58,80        | 53,39              | 17. у гр. Б        | Нису се квалификовале | 35 / 37               |                       |                       |        |
| Џо-Ане ван Дајк          | Бацање копља  | 61,61        | 60,09 кв           | 7. у гр. А         | 57,43                 | 10 / 34 (36)          |                       |                       |        |